# 8398 Rubbia
8398 Rubbia è un asteroide della fascia principale. Scoperto nel 2001, presenta un'orbita caratterizzata da un semiasse maggiore pari a 2,323546 UA e da un'eccentricità di 0,167280, inclinata di 4,964275° rispetto all'eclittica.
Fa parte della famiglia di asteroidi Erigone.
L'asteroide è intitolato a Carlo Rubbia, fisico italiano vincitore del premio Nobel nel 1984.